# Coupe du Portugal de football 1943-1944
Navigation
Coupe du Portugal 1942-1943 Coupe du Portugal 1944-1945
La 6e édition de la Coupe du Portugal voit la victoire du SL Benfica pour la seconde fois consécutive.
Cette édition, est à nouveau marqué par la présence, d'une équipe de 2e division en finale.

## Participants
- Primeira Divisão :
  - Académica de Coimbra, Atlético CP, Os Belenenses, SL Benfica, SC Olhanense, FC Porto, SC Salgueiros, Sporting CP, Vitória Guimarães, Vitória Setúbal
- Segunda Divisão :
  - GD Estoril Praia, FC Famalicão, Luso SC, União de Coimbra, Os Unidos, SC Vila Real

## Huitièmes de finale
À l'issue de ce premier tour, deux clubs de deuxième, le GD Estoril Praia et l'União de Coimbra, restent en lice pour les 1/4 de finale, battant pour ce dernier un club de première division. L'União de Coimbra, est aussi le second club de Coimbra à passer ce premier tour. L'autre, l'Académica, écrase littéralement (13 à 3 sur l'ensemble des deux rencontres), le SC Salgueiros. Le Sporting CP, vainqueur du championnat est éliminé par le FC Porto.
| Équipe 1          | Aller | Date          | Retour | Date          | Équipe 2      |
| ----------------- | ----- | ------------- | ------ | ------------- | ------------- |
| GD Estoril Praia  | 3-2   | 16 avril 1944 | 3-1    | 23 avril 1944 | Os Unidos     |
| SL Benfica        | 4–1   | 16 avril 1944 | 4–1    | 23 avril 1944 | Luso SC       |
| Belenenses        | 2–0   | 16 avril 1944 | 2–0    | 23 avril 1944 | Atlético CP   |
| FC Porto          | 2–0   | 16 avril 1944 | 3–3    | 23 avril 1944 | Sporting CP   |
| União de Coimbra  | 4–0   | 16 avril 1944 | 0–3    | 23 avril 1944 | SC Olhanense  |
| Vitória Setúbal   | 2-0   | 16 avril 1944 | 1-1    | 23 avril 1944 | FC Famalicão  |
| Vitória Guimarães | 4–1   | 16 avril 1944 | 2–3    | 23 avril 1944 | SC Vila Real  |
| Académica         | 6–2   | 16 avril 1944 | 7–1    | 23 avril 1944 | SC Salgueiros |

## Quarts de finale
Ces quarts voient la victoire du GD Estoril Praia qui évolue en seconde division, sur le grand FC Porto qui avait battu lors du premier tour le Sporting CP. Malgré le retour aux matches aller-retour, la rencontre opposant l'Académica au Vitória Setúbal, bénéficie d'un match d'appui, à la suite de l'égalité parfaite après les deux premières rencontres.
| Équipe 1          | Aller | Date          | Retour | Date       | Équipe 2         |
| ----------------- | ----- | ------------- | ------ | ---------- | ---------------- |
| Belenenses        | 1–2   | 30 avril 1944 | 2–8    | 7 mai 1944 | SL Benfica       |
| GD Estoril Praia  | 3-2   | 30 avril 1944 | 2-1    | 7 mai 1944 | FC Porto         |
| Vitória Guimarães | 1–1   | 30 avril 1944 | 7–1    | 7 mai 1944 | União de Coimbra |
| Académica         | 3–1   | 30 avril 1944 | 1–3    | 7 mai 1944 | Vitória Setúbal  |

### Match d'appui
Ce match voit la victoire de l'Académica, par 3 buts à 0. La rencontre ayant été arrêté par l'arbitre à la 87e minute, à la suite de l'expulsion d'un cinquième joueur du Vitória Setúbal.
| Équipe 1  | Date        | Résultat | Équipe 2        |
| --------- | ----------- | -------- | --------------- |
| Académica | 10 mai 1944 | 3-0      | Vitória Setúbal |

## Demi-finale
Le GD Estoril Praia créé encore une fois la surprise en battant à nouveau un club évoluant en première division portugaise et ancien finaliste de l'édition 1941-42, le Vitória Guimarães. Les Canarinhos vont être opposés pour la finale au tenant du titre le Benfica Lisbonne.
| Équipe 1         | Aller | Date        | Retour | Date        | Équipe 2          |
| ---------------- | ----- | ----------- | ------ | ----------- | ----------------- |
| GD Estoril Praia | 5-0   | 14 mai 1944 | 4-1    | 21 mai 1944 | Vitória Guimarães |
| SL Benfica       | 6–1   | 14 mai 1944 | 1–1    | 21 mai 1944 | União de Coimbra  |

## Finale
Après seulement dix minutes, le milieu défensif d'Estoril Eloi, sort en boitant et trois minutes plus tard, les "rouges" ouvrent le score par l'intermédiaire de Rogério Pipi, le ballon frappe le poteau avant de rentrer dans les cages du gardien Valongo. Malgré le retour d'Eloi, ce dernier ne pouvant frapper le ballon, il est positionné au poste d'ailier gauche, le SL Benfica prend de l'emprise sur le jeu et au quart d'heure aggrave le score par Julinho. Eloi quant à lui, devenu totalement inutile à ses coéquipiers sort définitivement, le GD Estoril se retrouvant ainsi réduit à 10. L'entraîneur Augusto Silva, réorganise dès lors son équipe il fait reculer d'un cran, le buteur argentin, Raúl Sbarra, tenant ainsi une position défensive. Malgré cela de nouveau Julinho, puis Arsénio rajoutent deux buts amenant ainsi les lisboètes à la mi-temps avec un avantage non négligeable (4-0).
Au début de la seconde période, le jeu devient plus compliqué pour la formation des canarinhos l'attaquant Raul Silva, tombe mal et quitte le terrain avec une fracture de la clavicule. Désormais avec neuf joueurs, la situation ne fait qu'empirer. Les "rouges" de Lisbonne déroulent leur jeu et aggravent le score grâce à 4 buts de Rogério Pipi. Valongo, le gardien estorilista, est l'homme du match, (avec Rogério Pipi, qui obtient une mention spéciale avec ses cinq buts marqués), bien qu'il ait subi huit buts, il réussit à éviter ce qui aurait pu être un désastre historique.
Benfica obtient ainsi sa deuxième coupe consécutive et troisième depuis sa création.

### Feuille de match
| 28 mai 1944 | SL Benfica                                                       | 8 – 0   | GD Estoril Praia | Campo das Salésias, Lisbonne              |                                           |
|             | Rogério Pipi 13e 56e 69e 75e 86e · Julinho 15e 29e · Arsénio 35e | (4 - 0) | -                | Spectateurs : 0 Arbitrage : Carlos Canuto | Spectateurs : 0 Arbitrage : Carlos Canuto |

| SL Benfica | Estoril-Praia |

| SL Benfica : |    |                          |
|              |    |                          |
| G            | 1  | António Martins          |
| D            | 2  | João Silva               |
| G            | 3  | Francisco Ferreira (cap) |
| M            | 4  | César Ferreira           |
| M            | 5  | António Carvalho         |
| M            | 6  | Rogério Pipi             |
| M            | 7  | Francisco Albino         |
| A            | 8  | Espírito Santo           |
| A            | 9  | Semilhas                 |
| A            | 10 | Arsénio                  |
| A            | 11 | Julinho                  |
| Entraîneur : |    |                          |
| János Biri   |    |                          |

| GD Estoril-Praia : |    |                  |
|                    |    |                  |
| G                  | 1  | Valongo          |
| D                  | 2  | Julio Costa      |
| D                  | 3  | Pereira          |
| D                  | 4  | Alberto de Jesus |
| G                  | 5  | Gomes Bravo      |
| M                  | 6  | Canal            |
| M                  | 7  | António Nunes    |
| M                  | 8  | Eloi             |
| A                  | 9  | Raúl Sbarra      |
| A                  | 10 | Raul Silva       |
| A                  | 11 | Franjo Petrak    |
| Entraîneur :       |    |                  |
| Augusto Silva      |    |                  |

## Bilan de la saison
| Tableau d'Honneur                        |                   |
| Compétition                              | Vainqueur         |
| Primeira Divisão                         | Sporting CP       |
| Segunda Divisão                          | GD Estoril-Praia  |
| Taça de Portugal                         | SL Benfica        |
| Taça Império                             | Sporting CP       |
| Championnat de l'AF Algarve de football  | SC Olhanense      |
| Championnat de l'AF Braga de football    | Vitoria Guimarães |
| Championnat de l'AF Coïmbra de football  | Académica         |
| Championnat de l'AF Lisbonne de football | CF Belenenses     |
| Championnat de l'AF Porto de football    | FC Porto          |
| Championnat de l'AF Setúbal de football  | Vitória Setúbal   |